# Ablabesmyia transversus
Ablabesmyia transversus es una especie de insecto díptero del género Ablabesmyia, familia Chironomidae.

Fue descrito por primera vez en 1983 por Chaudhuri, Debnath & Nandi. 

## Distribución
Se distribuye por India.